# Nationales Forschungsinstitut für Kulturgüter Tokio

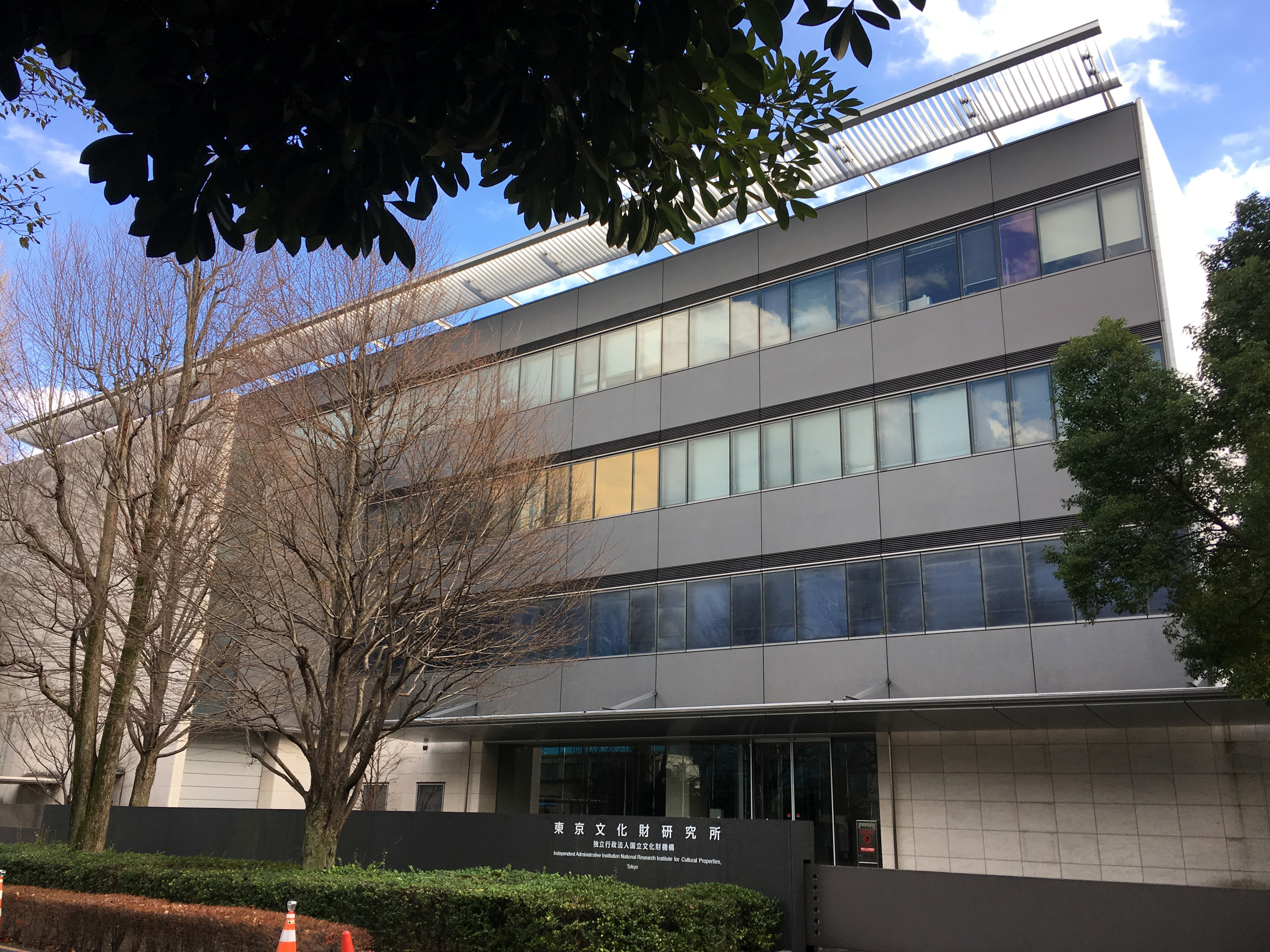
Gebäude des Nationalen Forschungsinstituts für Kulturgüter in Tokio

Nationales Forschungsinstitut für Kulturgüter Tokio (jap. 東京文化財研究所, Tōkyō Bunkazai Kenkyūsho, engl. Tokyo Research Institute for Cultural Properties, kurz: Tōbunken (東文研)) ist eine Selbstverwaltungskörperschaft mit Sitz im Ueno-Park in Taitō-ku, Tokio. Die Hauptaufgabe des 1930 gegründeten Instituts besteht in der Grundlagenforschung zu Konservierungs- und Restaurierungstechniken für japanische und asiatische Kunst, die traditionellen Schaukünste (伝統芸能) und Kulturgüter. In dieser Funktion führt das Institut nach den Erfordernissen von Kunst- und Naturkundemuseen Untersuchungen durch und unterstützt die Museen durch technische Unterweisungen. Weiterhin unterhält das Institut einen regen wissenschaftlichen Austausch mit Forschungsinstituten für Kulturgüter, etwa in Deutschland, China, Amerika, Thailand, Korea u. a. Seit 2007 ist es in die Organisation Nationaler Einrichtungen für Kulturgüter eingegliedert. Gegenwärtig leitet Nobuo Kamei das Institut.

## Überblick
Der Vorläufer des Instituts, das „Forschungsinstitut für Kunst“ (美術研究所, Bijutsu Kenkyūsho), das von der „Gedenkstätte für Kuroda Seiki“ 1930 gestiftet wurde und dort seinen Sitz hatte, gehörte zunächst zur Japanischen Akademie der Künste und wurde von Yukio Yashiro (1890–1975) geleitet. 1947 wechselte die Zuständigkeit für das Institut zum Nationalmuseum Tokio. 1954 wurde das Institut umbenannt und erhielt den Namen: „Nationales Forschungsinstitut für Kulturgüter Tōkyō“. 1968 wurde das Amt für kulturelle Angelegenheiten zuständig für das Forschungsinstitut. 2000 erhielt das Institut ein neues Gebäude, während die „Gedenkstätte für Kuroda Seiki“ im ursprünglichen Gebäude, das von Shin’ichirō Okada in den 1920er Jahren entworfen wurde, verblieb. 2001 wurde es dann zunächst mit seinem Pendant, dem Nationalen Forschungsinstitut für Kulturgüter Nara mit Hauptsitz in Nara vereinigt und 2007 mit den Nationalmuseen Japans in der Dachorganisation Nationaler Einrichtungen für Kulturgüter zusammengeführt.

## Organisation
Das Forschungsinstitut besteht aus fünf Abteilungen, die sich unterschiedlichen Aufgaben widmen. Die „Abteilung für Forschung, Archivierung und Informationssysteme“ sammelt Dokumente und Bildmaterial, kümmert sich um die technische Aufbereitung und macht die Informationen der Öffentlichkeit und Forschung zugänglich. Diese Abteilung ist auch verantwortlich für die Bibliothek des Tobunken mit ca. 240.000 Büchern und 260.000 Fotografien und die in englischer Sprache auch online verfügbaren Archivdatenbanken. Die „Abteilung für Immaterielle Kulturgüter“ befasst sich vornehmlich mit der Konservierung immaterieller Kulturgüter durch Bild- und Tonaufnahmen. Eine Übersicht über die zur Verfügung stehenden Materialien befindet sich auf der Webseite der Abteilung. Die „Abteilung für Konservierung und Restaurierungstechniken“ kümmert sich um die wissenschaftliche Erforschung von Methoden der Erhaltung, indem sie u. a. Materialien, Herstellungstechniken und die Umweltbedingungen von Kulturgütern untersucht. Die 1995 neu gegründete „Abteilung für internationale Zusammenarbeit in der Konservierung“ bemüht sich um den Austausch von Erkenntnissen mit anderen Forschungsinstituten und um die internationale Koordination der gemeinsamen Anstrengungen zur Konservierung und Restaurierung. Das Management der Forschungsstelle ist seit 2010 in der „Abteilung zur Unterstützung und Beförderung der Forschungsbemühungen“ zusammengefasst.
Noch heute gehört die „Gedenkstätte für Kuroda Seiki“ zum Forschungsinstitut für Kulturgüter. Die Gedenkstätte, die an den „Vater der westlichen Malerei“ (Yōga) in Japan erinnert, wurde 1928, vier Jahre nach Kurodas Tod und zwei Jahre vor dem Forschungsinstitut eingerichtet. Die Gedenkstätte zeigt u. a. 126 Ölgemälde und 170 Zeichnungen Kurodas. Eine Übersicht der Werke findet sich auf der Webseite des Museums.